# 佩佐洛-瓦莱乌佐内
佩佐洛-瓦莱乌佐内（義大利語：Pezzolo Valle Uzzone），是意大利库内奥省的一个市镇。总面积27平方公里，人口356人，人口密度13.2人/平方公里（2009年）。ISTAT代码为004164。